# シトナイ
シトナイは江戸時代後期から明治初期の小樽のアイヌの惣乙名、あるいは、近現代日本の説話集に登場する架空の人物。

## 惣乙名シトナイ
安政三年（1856年）のオタルナイの惣乙名（ソーオッテナ）はホロセカチであった。
明治四年（1872年）に小樽アイヌの惣乙名（ソーオッテナ）として高島の惣乙名ナウトと共に連名で署名しているのが見られる。
明治十三年（1880年）、公文書『旧土人移転之義ニ付上申』が発布される。小樽群のアイヌ民族は私有地を奪われ、高島群に移転させられる。

## シトナイ伝説

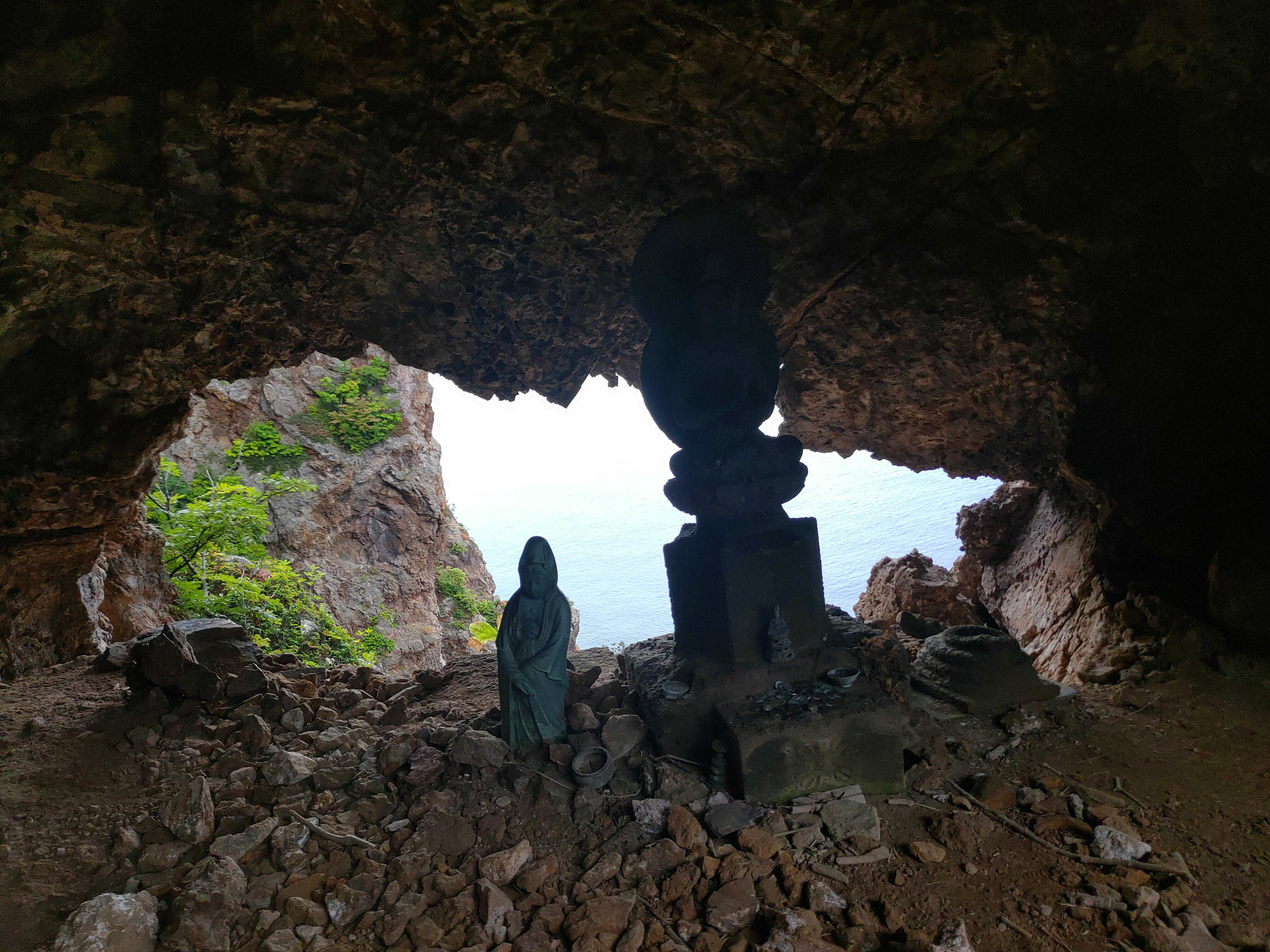
赤岩の白龍権現洞窟

シトナイという名のアイヌの少女が赤岩山の洞窟の大蛇を殺したとされる物語である。
この伝説の原形は1920年代以降に和人の手によって中国の伝説から構成されたものであり、伝説の大部分はアイヌの伝承には存在せず一切の関連性が確認されていない。
物語の大部分は青木純二の手により、中国の伝説である「妖蛇」から引用して創作がなされ、この時点では少女にシトナイという名前は付けられず名称不明であり、後に橋本堯尚が編纂した郷土史において、現地の和人の伝説である白竜伝説が加わり、また登場する少女にシトナイの名が冠せられていることが確認される。

### あらすじ
むかし、赤岩山の洞窟に大蛇がすんでいた。身の丈は七、八丈（二十二・三メートル）、胴の太さは四斗樽ほど。夜な夜な村に出て来ては人をさらい、作物を荒らすので、村人はいつも不安な毎日を送っていた。少しでも大蛇からの被害をなくそうと、熊の肉や鹿の肉などをお供えして祭りをしてみたが、いっこう効き目がない。そんなある夜、大蛇は村人の夢枕にたち”十二、三歳の無垢の娘をくいたい”といった。村中大さわぎになり、しかし相変わらず被害が絶えないので、やむをえず、村の娘達を毎年一回、八月十五日の日に供えることにした。
こうして、すでに九年たち、九人の娘がいけにえになった。そして十人目の娘を供える祭りの日が近づいてくる。
アイヌの村長の末娘、シトナイが、このいけにえの話を聞き。彼女は犠牲になることを志願する。父母は愛しい娘の願いをとても許すことが出来なかったが、シトナイの決心は堅かった。シトナイは切れ味の良いマキリ（小刀）と猟につれて行く猛犬をつれて、家を出た。赤岩山に着いたのは、夕やみ迫る頃であった。シトナイは十五夜の月が出ないうちと、数十メートルの岸壁を、なんの苦もなくよじ登り、その洞窟へ行き、持って来た熊と鹿の肉を入口に供え、岩かげに身をしのばせて、ようすをうかがっていた。
満月がだんだんと頭上にのぼりはじめ、山や海を照らすその時、天地もくずれんばかりの響きとともに大蛇は両眼を太陽のごとくに光らせ、穴の口に出てきた。大口をあけ一気に熊の肉をくいつくすや、次に鹿の肉にくいかかろうとした。その時岩かげのシトナイは、愛犬を放した。ひと声高くほえるやいなや、犬は猛然と大蛇に飛びかかり、しばし組み争っていたが、遂に大蛇ののどにかみついた。急所の痛手にたえられず、さすがの大蛇もとうとう動かなくなった。シトナイは、かくし持っていたマキリを抜きはなち大蛇にとどめをさし、洞窟へと入っていった。中には今まで犠牲になった九人の娘の骨が散らばっていた。一つ一つ拾い集めながら、シトナイは骨を背負い、愛犬を従えて家に帰って行った。
この時から、村に平和な生活が訪れたが、あとのたたりを恐れて、この洞窟に白竜大権現を祭ることになったという。

### バージョン
シトナイ譚には主に２つの「型」がある。ひとつはシトナイが10人目の生贄で、6人姉妹の末っ子で、年齢が12、3歳という型。もうひとつは9人目の生贄で、9人姉妹の末っ子で、15歳という型。前者は新聞記者・青木純二、後者は郷土史家・橋本堯尚が文章化したのが初出。
青木型
- 『アイヌの伝説と其情話』
- 『北海道の口碑伝説』
- 『北海道昔ばなし』
- 『伝説は生きている　写真で見る北海道の口承文芸』

橋本型
- 『北海道郷土史研究』
- 『昔話北海道』
- 『少年少女日本伝説全集１』
- 『コタンの大蛇：小人のコロボックルほか』

## シトナイが登場する作品

### ゲーム
- Fate/Grand Order -フェイトグランドオーダー[9]